# Riaz Ahmed Gohar Shahi
Riaz Ahmed Gohar Shahi (Dhok Gohar Shah, districte de Rawalpindi, 25 de novembre de 1941 i potser mort el 2001 o el 2003) és un líder espiritual pakistanès, fundador dels moviment Anjuman Serfaroshan-e-Islam. Els seus adeptes consideren Shahi com el messies judeocristià, el mahdí dels musulmans i el Kalki dels hindús.
Shahi és l'autor de diversos llibres sobre espiritualitat, sent  Din-i-Ilahi "La Religió de Déu" (2000) el que ha obtingut més èxit.